# Parque Salus
El Parque Salus, nombrado también Reserva Natural Salus, se encuentra ubicada sobre la Sierra de la Coronilla, en el departamento de Lavalleja y pertenece a la Compañía Salus. Dicha reserva forma parte del Programa de Refugios de vida silvestre, que gestiona la organización no gubernamental Vida Silvestre Uruguay, y aporta al cuidado del entorno de la fuente de agua mineral. Comprende 1300 hectáreas de sierras, montes, matorrales, pastizales sobre suelo profundo, superficial, y cursos de agua. Tiene su entrada en el kilómetro 109.5 de la Ruta 8 Brigadier Juan Antonio Lavalleja, al oeste de la ciudad de Minas.

## Historia
En los albores del siglo XIX, en medio del paisaje serrano, se fundó la Villa de la Concepción de Minas, con el aporte de 41 familias venidas de Galicia y Asturias atraídas por la creencia de que en la zona existían riquezas minerales. A 12 km de la Villa, en un lugar escondido en la sierra de la Coronilla, se encontraba una fuente de agua mineral, de donde surgía permanentemente un gran caudal de agua cristalina, a 268 m s. n. m..
El predio comprendía originalmente 62 cuadras de campo. El terreno perteneció a Santiago Zeballos hasta febrero de 1892 año en que fue adquirido  por un grupo de emprendedores que vieron el potencial de la fuente de agua existente. La sociedad, liderada por Luis Andreoni, se denominó Fuentes de la Coronilla aunque tiempo después, se la denominó como Compañía Salus.
Al agua cristalina se le atribuyó desde un principio un poder curativo, razón por la que los primeros lugares en que se distribuyó, fue en Farmacias o Boticas.
En 2014, la Compañía Salus, con el apoyo profesional de Vida Silvestre Uruguay, elaboró un plan de manejo para su área, para el período 2015-2019. El mismo se realizó bajo la metodología de «estándares abiertos» (Foundation of Success), que es una metodología reconocida internacionalmente en Planificación de Áreas Protegidas. Asimismo, en 2014 se firmó un acuerdo de cooperación entre la Organización no gubernamental Vida Silvestre Uruguay y la Compañía Salus para proteger la reserva natural Salus que incluyen montes y matorrales, pastizales, cursos de agua y monte ribereño, roquedales y afloramientos rocosos, cerros y también para conservar el patrimonio cultural y la tradición oral del ex Parque Salus.

## Paseos
En la reserva se puede visitar la emblemática Fuente del Puma, el Cerro del Águila una elevación de 300 metros de altura,  el Parque Familiar un extenso espacio de área verde, con juegos de madera para niños, cancha de fútbol, cancha de paleta, baños y árboles. La Reserva, también cuenta con un Parador y un Centro de Interpretación, además de que puede observarse mediante una mampara de vidrio la cinta transportadora de la zona industrial de la Compañía. 

#### Fuente del Puma

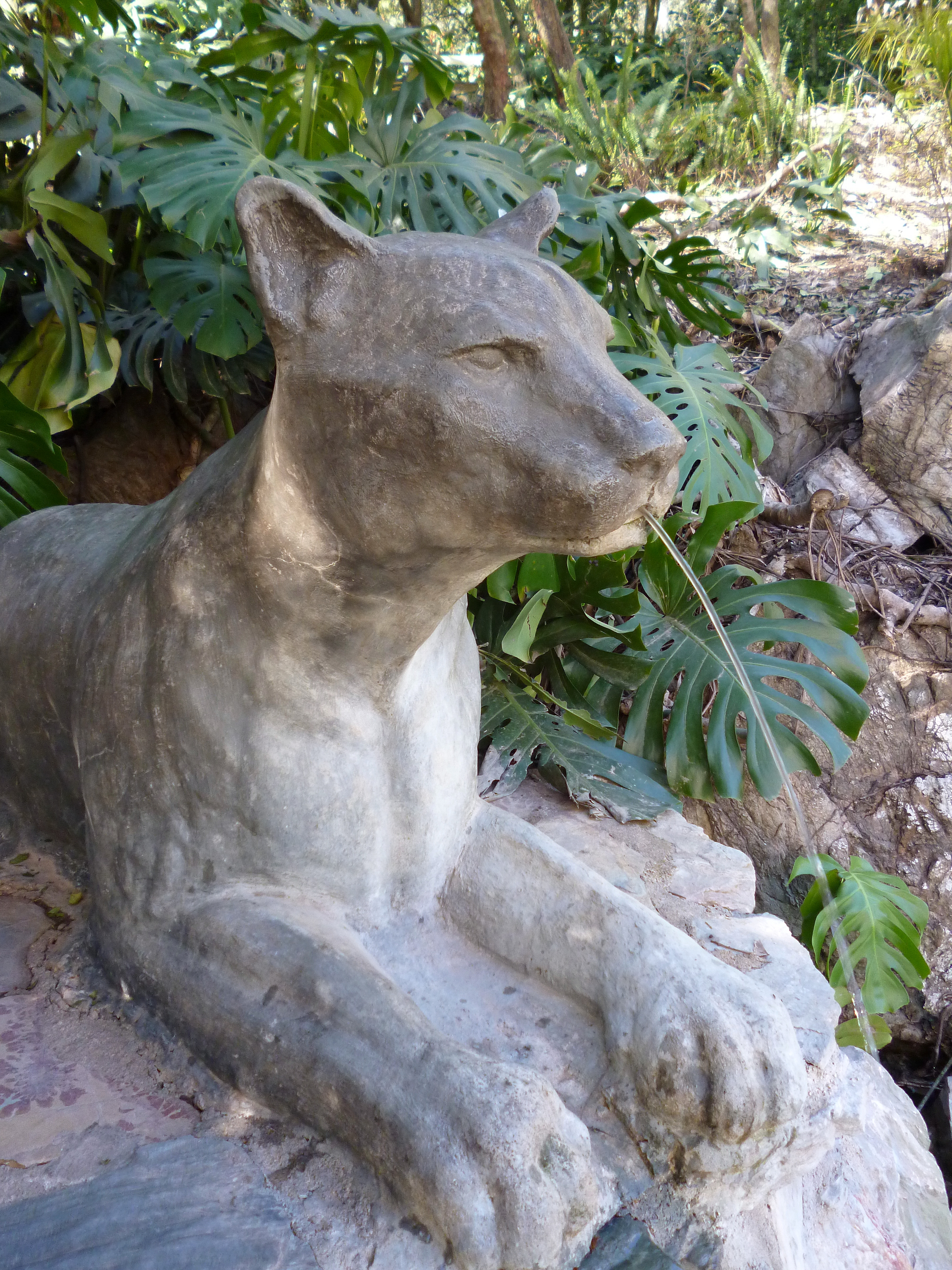
Fuente del Puma

La fuente lleva dicho nombre debido a la leyenda oral que contaba que en una gruta de dicha sierra, se encontraba un manantial del cual bebía agua un puma. Durante mucho tiempo era visitada por los habitantes de Minas y desde otros lugares, con la esperanza de que el agua tuviera propiedades curativas.

### Especies
En dicha reserva, están registradas 138 especies de aves, 70 especies de árboles, 20 especies de mamíferos y 13 especies de reptiles.
Entre las especies autóctonas registradas, se encuentran: guazubirá, zorro, gato montés, zorrillo, hurón, tatú, mulita y comadreja. La liebre y el jabalí son especies que fueron introducidas en la región y también pueden encontrarse en la reserva natural.
Entre las aves autóctonas, se encuentran: cuervos o jote cabeza roja, el búho ñacurutú, el gavilán, la cotorra, el pato brasilero, el pato maicero y el pato barcino, la garza amarilla, gallaretas y martín pescador.

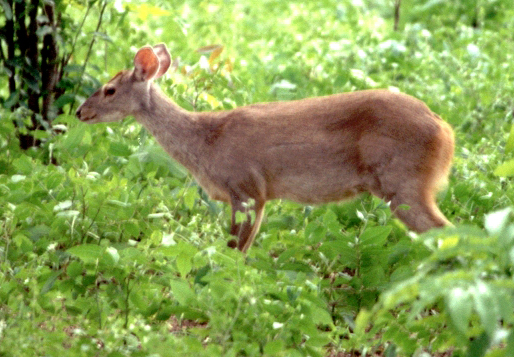
Guazubirá
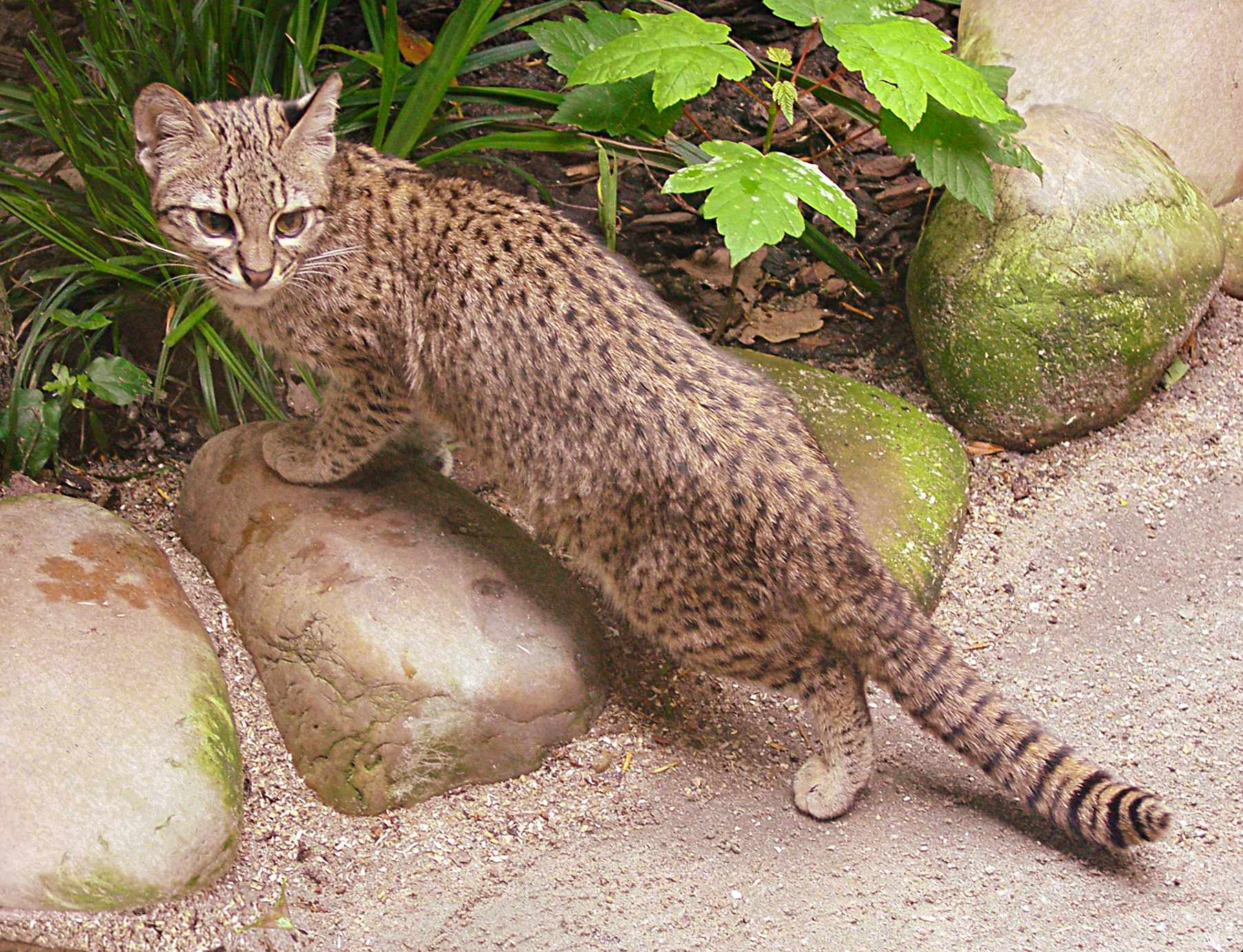
Gato montés
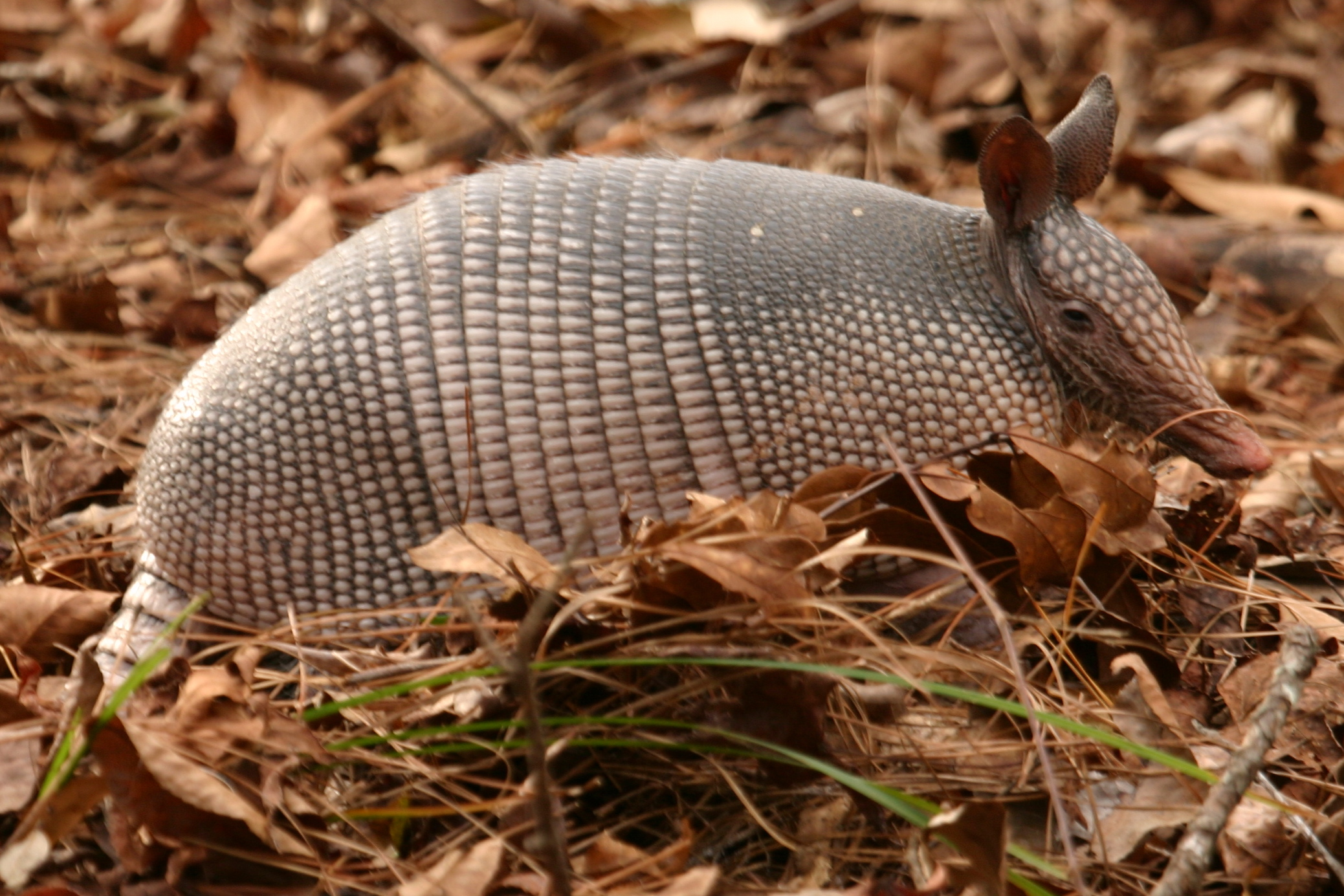
Mulita
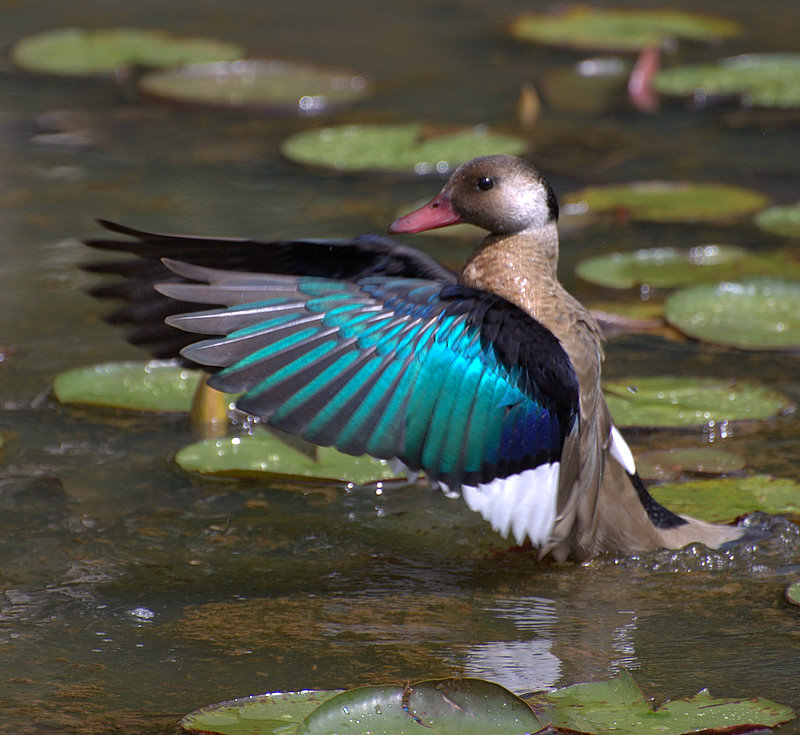
Pato brasilero
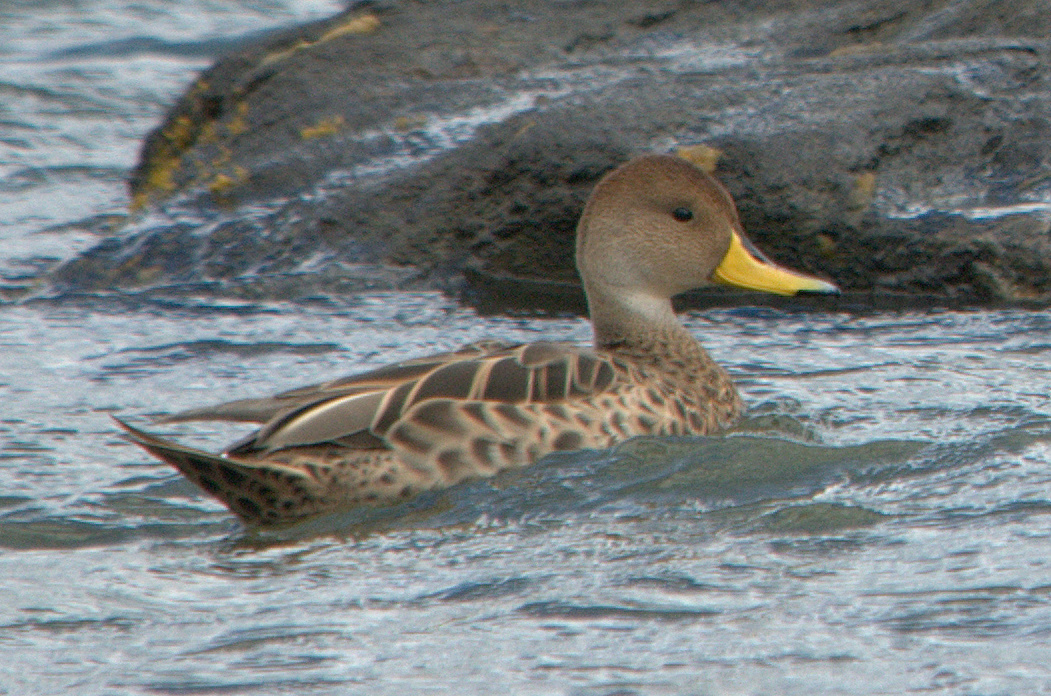
Pato maicero
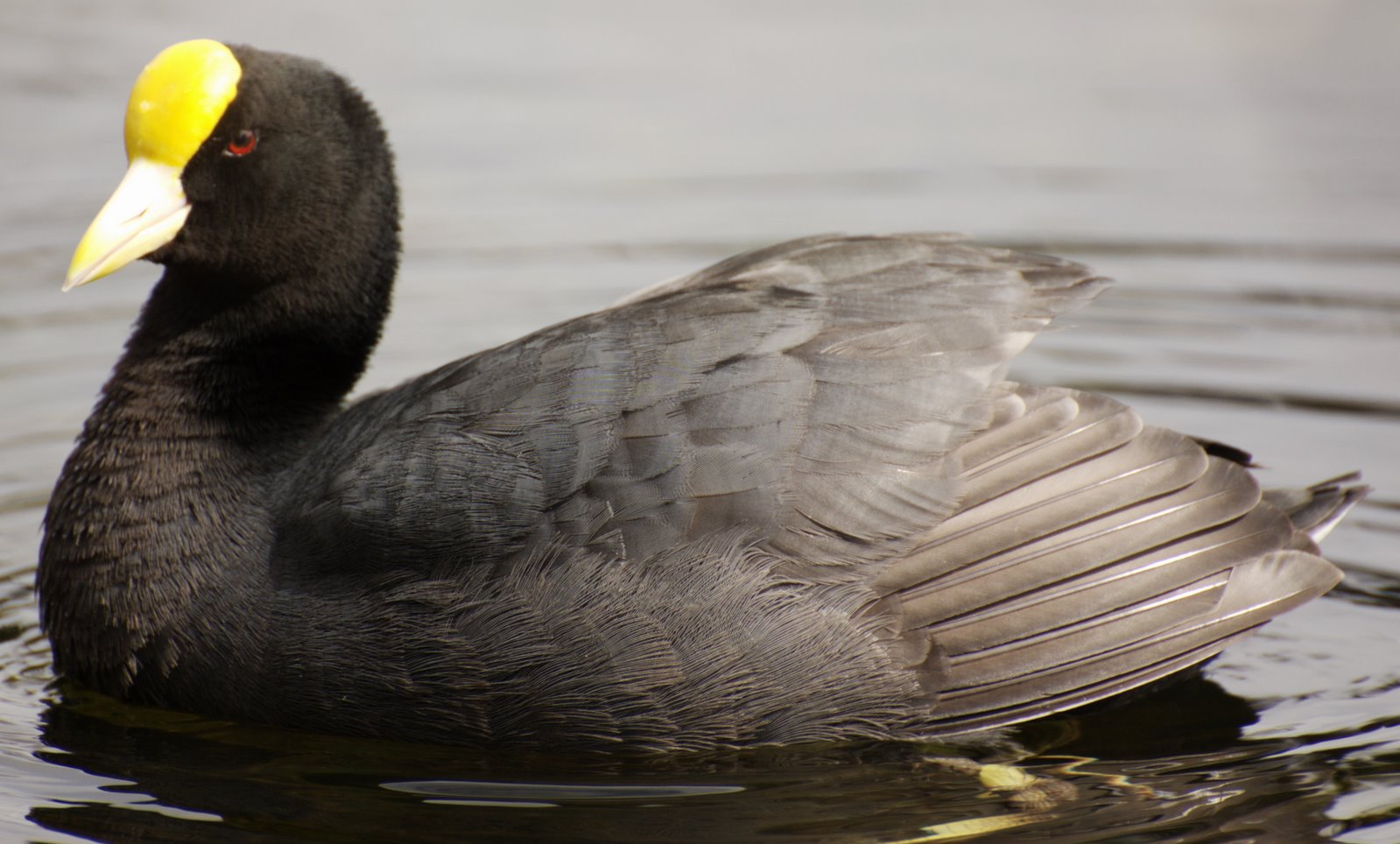
Gallareta ala blanca